# Peter Diamandis

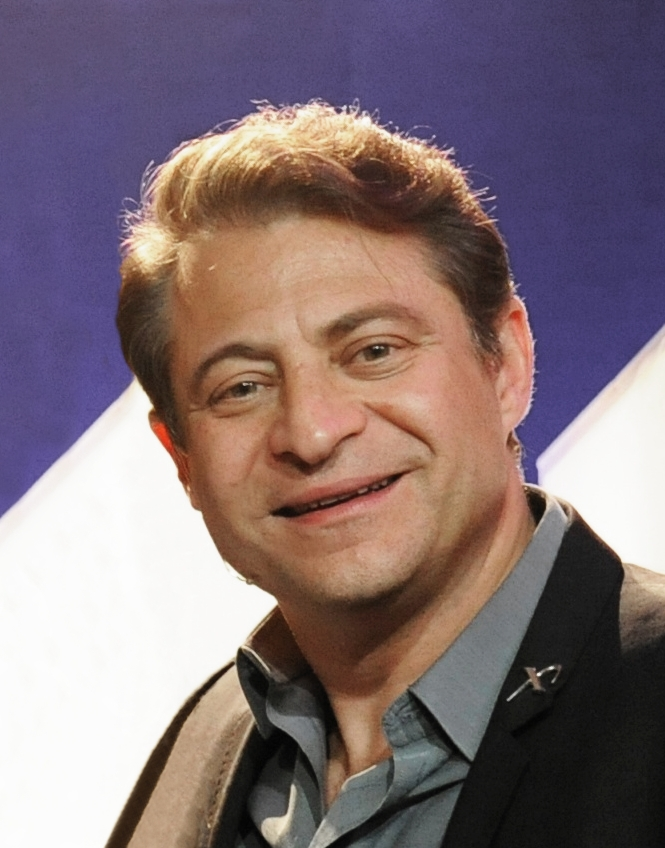
Peter Diamandis

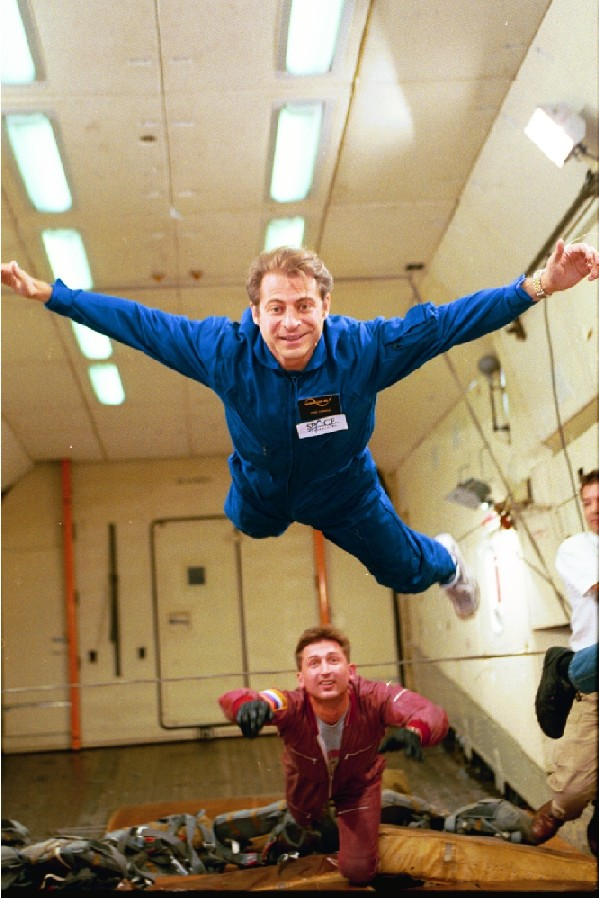
Diamandis bei einem Flug mit Zero-G

Peter Diamandis (* 20. Mai 1961 in New York, USA) ist ein US-amerikanischer Luftfahrtingenieur. Er ist Gründer der X-Prize Foundation sowie Mitbegründer der International Space University, der Singularity University, der Zero Gravity Corporation, des Gesundheitsunternehmens Human Longevity Inc. und des ersten Weltraumtourismus-Unternehmens Space Adventures sowie des Asteroiden-Bergbau-Unternehmens Planetary Resources.
Er wurde in der Bronx von New York City geboren; seine Eltern immigrierten aus Mytilini, Griechenland in die USA. Diamandis studierte am Massachusetts Institute of Technology die Fächer Molekulargenetik und Raumfahrtingenieurwesen und erhielt seinen Doktor von der Harvard Medical School.
1995 gründete er die X-Prize Foundation, um zunächst Spender für das Preisgeld zu gewinnen. Die Idee dazu kam Diamandis 1994, als ihm ein Bericht über den Flug der Spirit of St. Louis in die Hände fiel. Der erste Auslobung des Preises nahm er gemeinsam mit seinem Freund Gregg Maryniak im Rahmen einer feierlichen Abendveranstaltung am 18. Mai 1996 in einem Speisesaal des Racquet Club am Kingshighway im US-amerikanischen St. Louis vor.
Die X-Prize Foundation hatte im Januar 1996 den so genannten Ansari X-Prize-Wettbewerb ausgeschrieben. Der Sieger sollte einen Preis von zehn Millionen US-Dollar erhalten, wenn es ihm gelingt, bis zum 1. Januar 2005 ohne staatliche Unterstützung einen suborbitalen Weltraumflug zu absolvieren. Sieger war 2004 das SpaceShipOne-Projekt.
Im September 2007 schrieb er den Google Lunar X-Prize aus, bei dem es um eine Mondmission geht.
Für seine Verdienste um die Raumfahrt wurde er mit der Ziolkowski-Medaille ausgezeichnet. Für 2016 wurde ihm die IRI Medal zugesprochen.
Diamandis ist (Co-)Autor der New York Times Bestseller Abundance: The Future Is Better Than You Think (2012) und BOLD: How to Go Big, Create Wealth, and Impact the World (2015). Beide Bücher schrieb er gemeinsam mit Steven Kotler. Außerdem schrieb er ein Kapitel im Buch Life Force (2022) von Tony Robbins.